# Хосе Рейна Барріос
Хосе Марія Рейна Барріос (24 грудня 1854 — 8 лютого 1898) — гватемальський політик, президент країни у 1892–1898 роках.

## Політична кар'єра
Був племінником Хусто Руфіно Барріоса, тому свою політичну кар'єру розпочав за часів президентства свого дядька. Після несподіваної смерті останнього 1885 року політична активність Рейни Барріоса значно зросла. Тогочасний лідер країни Мануель Барільяс вирішив відрядити його до Європи, остерігаючись зростання популярності Барріоса-молодшого.
Після повернення на батьківщину переміг на виборах 1892 року. Це стало першим випадком в історії Гватемали, коли влада до нового президента перейшла від демократично обраного попередника. Під час першого терміну на посту глави держави Рейна Барріос розширив повноваження землевласників відносно підлеглих селян. Керував відновленням кварталів столиці, зокрема збудував широкі проспекти за зразком паризьких авеню. Після переобрання Барріоса на другий термін у Гватемалі було надруковано перші паперові гроші, щоб фінансувати амбіційні плани президента. Це призвело до різкого зростання інфляції та падіння рейтингу глави держави.

## Смерть
Був убитий 8 лютого 1898, Едгаром Золлінгером, британським громадянином.